# Wheatland (Dakota Północna)
Wheatland – jednostka osadnicza w Stanach Zjednoczonych, w stanie Dakota Północna, w hrabstwie Cass.